# 堀江村
堀江村（ほりえむら）は愛媛県和気郡のち温泉郡にあった村である。

## 沿革
- 1889年（明治22年）12月15日 - 町村制施行により旧和気郡福角村、堀江村、権現村、大栗村が合併し新制和気郡堀江村として発足。
- 1892年（明治25年）11月30日 - 千島艦遭難事件発生。村内に堀江水難救済所を設けて人命救助にあたる[1]。
- 1897年（明治30年）4月1日 - 和気郡が温泉郡に編入され温泉郡堀江村となる。
- 1911年（明治44年）1月12日 - 堀江-山越間で乗合自動車の営業運転開始[2]。
- 1917年（大正06年）1月14日 - 村内の浄福寺に千島艦遭難碑（東郷平八郎揮毫）を建立[3]。
- 1940年（昭和15年）8月1日 - 三津浜町、味生村、桑原村、和気村、潮見村、久枝村とともに松山市へ編入され消滅。

## 教育
- 堀江尋常高等小学校

## 交通

### 海運
- 堀江港

### 道路
- 今治街道

### 鉄道路線
- 鉄道省讃予線（現在の予讃線）
堀江駅

## 名所・旧跡
- 浄福寺
- 権現温泉 - 1924年に共同浴場として開業[4]。